# Mrežni logički port
Mrežni logički port (eng. logical network port) je mrežna tehnologija koja djeluje preko fizičkog mrežnog priključka.